# Joan Puig i Elias

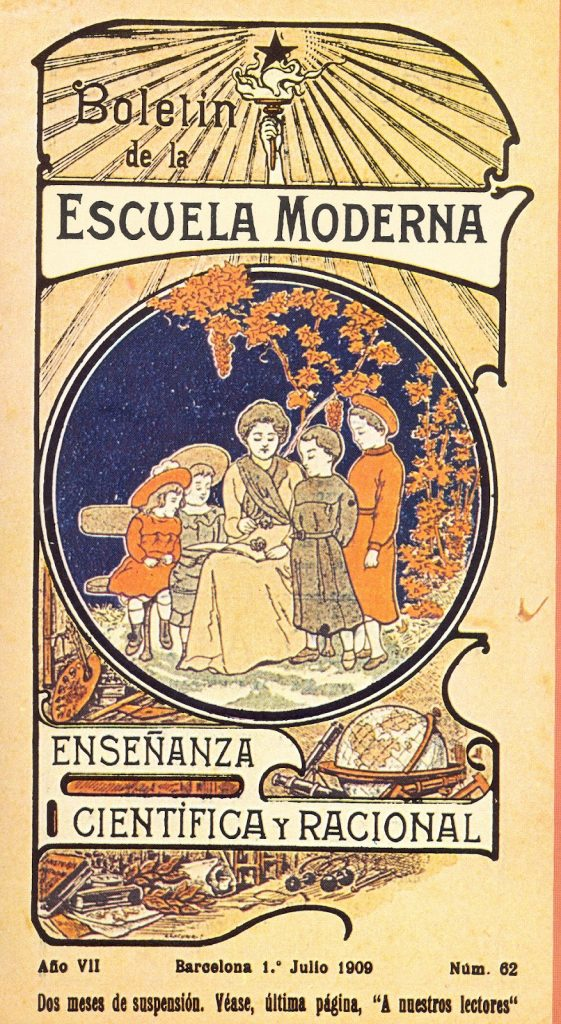
Boletin de la Escuela Moderna de Ferrer i Guàrdia

Joan Puig i Elias (Sallent, 30 de juliol de 1898 - Porto Alegre, 5 de setembre de 1972) fou un pedagog i anarquista català. Se'l considerava continuador de l'obra de Francesc Ferrer i Guàrdia, tot i que va separar la tasca específicament sindical del treball escolar. Va ser un intel·lectual de l'època i va reeixir fer una revolució social basada en canvis pedagògics. Joan Puig i Elias fou Conseller de Cultura de l'Ajuntament de Barcelona, i fundador i President del Consell de l'Escola Nova Unificada de Catalunya (CENU), entre 1936 i 1939.

## Biografia
Joan Puig i Elias va estudiar magisteri a l'Escola de Barcelona on va obtenir el títol de mestre al 1919. Joan Puig i Elias fou Conseller de Cultura de l'Ajuntament de Barcelona, i fundador i President del Consell de l'Escola Nova Unificada de Catalunya (CENU), entre 1936 i 1939.
Influenciat per l'Escola Moderna de Francesc Ferrer, el 1921 va assumir la direcció de l'escola creada pel sindicat del ram tèxtil al barri del Clot a Barcelona, que es va transformar en l'Escola Natura. La pedagogia d'aquesta escola posava al nen com el centre de l'ensenyament. No educava només la raó sinó també els sentiments, i ho feia en contacte constant amb la natura.
Afiliat a la CNT des de la seva joventut, Joan Puig i Elias va presidir a partir de 1932 la secció de mestres del Sindicat d'Intel·lectuals i Professions Liberals de Barcelona. El 1936 va ser conseller del govern de Barcelona presidit per Carles Pi Sunyer (Esquerra Republicana de Catalunya), govern que va durar del febrer del 1936 al juliol del 1937.
El juliol del 1936 esdevé president del Consell de l'Escola Nova Unificada (CENU). Aquesta institució va ser creada per decret a Barcelona amb la finalitat d'iniciar una escola nova, gratuïta, laica, amb coeducació, en llengua catalana, i inspirada en els principis racionalistes de treball i fraternitat. S'ocupava de les escoles públiques, els centres de secundària, les universitats i els estudis tècnics, artístics i professionals. El CENU va organitzar una campanya contra l'analfabetisme, que en cinc mesos va obrir un centenar de nous grups escolars. La creació del Consell de l'Escola Nova Unificada cal inscriure-la en la política de concentració i unitat provinent del Comitè de Milícies Antifeixistes o del Consell d'Economia. A més de les raons ideològiques exposades sobre la voluntat dels anarquistes de crear un front comú en el camp educatiu, amb el consens de totes les forces revolucionàries, també cal tenir en compte que el moviment anarquista no comptava ni amb la infraestructura ni amb els docents necessaris per oferir un ensenyament basat en la pedagogia llibertària a tots els infants de Catalunya. Puig Elias fou un ferm defensor d'aquest anàlisi realista i de plantejar un nou sistema educatiu amb el concurs de la FETE socialista i el govern de la Generalitat, format per Esquerra Republicana.
Durant la Guerra Civil va ser regidor de l'Ajuntament de Barcelona (1936) i sotssecretari del Ministerio de Instrucción Pública y de Sanidad de l'anarquista Segundo Blanco González (abril 1938 -1939). Fou, també, nomenat conseller del Consejo Superior de Cultura, òrgan vinculat al Ministeri d'Instrucció Pública.
Al 1937 va col·laborar amb la revista Horizons i és l'autor de diversos llibres. Al 1936 va publicar Discursos i conferències, al 1938 Origen de la festa de Nadal i al 1970 va publicar els llibres L'home, el medi i la societat i Els factors determinants de la conducta de l'individu.
Amb la victòria franquista, Joan Puig i Elias va haver d'exiliar-se a França on va ser internat en diversos camps de concentració. A França va col·laborar amb la Resistència, formant part del batalló Libertad, format per anarquistes espanyols. Entre 1945 i 1948 realitzà mítings i conferències per tot el país.
El 1952 s'embarcà cap a Amèrica i, després d'un temps a Venezuela, s'instal·là a Porto Alegre a Brasil per continuar amb l'ensenyament.

## Idea d'escola segons Puig i Elias
En la proposta d'escola, Puig i Elias vol que l'infant pugui elegir i expandir les seves necessitats, sense barreres -tot i que els límits també són importants. Que pugui anar on la curiositat el porti. L'espai s'organitza per racons, i el nen/a es pot moure per l'aula i pot sortir de l'escola, a l'aire lliure. Puig i Elias manifesta que la definició de racionalista és massa limitada, perquè l'home no és només raó sinó també sentiment.
[...]«si cada un de nosaltres està convençut de la bondat i la superioritat dels seus ideals, llavors no tenim necessitat de deformar l'ànima del nen/a modelant al nostre gust i segons el nostre criteri particular. Si tenim confiança en que el desenvolupament integral de totes i cadascuna de les facultats de l'infant s'ha d'aconseguir com a corol·lari al desenvolupament integral que és la meta, no podem sentir la necessitat de donar al nen/a unes idees fetes i que siguin per a ell com una cuirassa que li impedeixi obrir nous horitzons. Solament les persones que estan convençudes de la falsedat dels seus ideals necessiten deformar l'ànima natural del nen/a quan encara és tendre».
"Cada infant, quan surti de les nostres escoles, sabrà parlar en català i en castellà, i després parlarà com millor li plagui. I segurament que llavors comprendrà, com comprenem nosaltres, que l'idioma no és més que un instrument de què se serveixen els homes i que l'idioma serveix a l'home; no l'home a servir a l'idioma."
«El mestre no ha de fer de la intel·ligència de l'infant un magatzem de les seves idees, sino un taller on l'infant elabori i cultivi les pròpies.» «L'analfabetisme és un mal crònic que sembla que no té remei, no hi ha escoles per a tothom i milers dels infants corren pels carrers, malnodrits, amb la salut precària. No hi ha espais on puguin jugar. Falta higiene i cultura.»

## Crítiques
La supressió de l'escola moderna de Francesc Ferrer i Guàrdia continua essent avui la confirmació del que és civilitzat i que encara es castiga en la institucionalització simbòlica dels poders educatius. En l'actual crisi del sistema educatiu internacional, per tant l'escola (com a institució) està perdent legitimitat com a transmissor de coneixement, les vistes retrospectives poden ajudar-nos a orientar-nos cap a horitzons utopians en els quals podem demanar noves contextualitzacions crítiques. El model d'educació física adoptat a les escoles catalanes racionalistes a principis del segle xx va respondre a la identificació d'un model educatiu crític, que era social no institucional-universal i antibel·ligerant. És una que avui serveix de mirall per revisar i reflexionar sobre les possibilitats d'una educació física crítica.
L'aixecament de l'Escola Nova Unificada demandava un important nombre de mestres que la situació de guerra i les circumstàncies polítiques no feien fàcil d'aconseguir. Puig i Elias respon a les crítiques de la falta de titulació dels mestres de la CNT o als retrets fets des del govern de la República a la dignificació dels sous dels mestres en una economia de guerra o sobre el reciclatge dels mestres catòlics. S'habilitaren dos mil nous mestres per a començar el nou curs de 1936-1937, però, tot i això, s'hagueren d'habilitar persones sense titulació, però amb estudis assimilables. L'adscripció de la majoria dels mestres a la UGT, la central socialista, va fer que la majoria d'escoles i aules estiguessin sota la seva influència. Aquest fet desfeu, a la pràctica, la paritat entre forces sindicals que era a la base de la creació del CENU. La UGT integrà no sols mestres socialistes i comunistes, sinó també tota la resta de l'espectre del magisteri republicà no anarquista. El discurs de Puig i Elias esmenta com ell mateix havia comprovat com el setanta per cent del magisteri català havia estat afiliat al Casal del Mestre, de clara orientació catòlica. També podem trobar dures crítiques a polítiques de selecció del professorat anteriors, com les portades a terme per Manuel Ainaud i el Patronat Escolar de Barcelona.
El tema del català com a llengua escolar i el rebuig al bilingüisme escolar ocupa una breu, però significativa, part d'un parlament, adreçat a persones de fora de Catalunya. Hi veurem exposats els fonaments de la política del CENU sobre la llengua des de les teories vigents d'aprenentatge de les llengües, defensades ja des d'anys enrere per tècnics com Alexandre Galí i que informen sobre el decret de bilingüisme de Marcel·lí Domingo en els primers dies de la República. El criteri fonamental era evitar tot perill de segregació i de fractura social.

## Escola Moderna
A final del segle xx, es va produir una sèrie d'esdeveniments imprevistos. Això va conduir a l'estat Espanyol a la confusió i van provocar fortes tensions politiques. L'escena cultural i intel·lectual va desenvolupar un gran impuls. Espanya es va convertir en el bressol d'alguns pintors, poetes, escriptors i intel·lectuals més importants del món, com Picasso, Machado, Lorca i Bunuel. Entre ells, el pedagog català Ferrer i Guàrdia (1859-1909) es va convertir en una figura mundial amb el seu projecte educatiu, l'escola moderna.
L'Esforç esmerçat per a la II República, i especialment a la Generalitat Republicana, en educació i cultura, va deixar l'emprempta no solament en els infants i joves escolaritzats d'aquells anys, sinó també en la consciència social i, sobretot, en els models de l'Escola Activa Catalana i de la nostra escola pública actual a través de l'observació sistemàtica. Aquest projecte estava dirigit específicament a les classes socials més baixes perquè tinguessin accés a una educació científica, democràtica i de qualitat, desenvolupant així les seves habilitats en una societat on l'educació es limitava a les classes altes i contribuís al desenvolupament educatiu per millorar les condicions socials. La repressió, la separació de la docència i la presó i l'exili dels mestres republicans per part del franquisme van posar fi a aquella experiència i van donar pas a la trista escola de la dictadura.
La missió de l'escola moderna consisteix en el fet que els nens i les nenes que se li confiïn arribin a ser persones instruïdes, verídiques, justes i lliures de tot prejudici. Quant a mètodes pedagogics, apostaven per un mètode d'ensenyament pràctic i no memorístic, hi constaven innovacions com: treballs manuals, excursions, inspeccions mèdiques i colònies. Per a això, substituirà l'estudi dogmàtic pel raonat de les ciències naturals. Excitarà, desenvoluparà i dirigirà les aptituds pròpies de cada alumne, a fi de que amb la totalitat del propi valer individual no només sigui un membre útil a la societat, sinó que, com a conseqüència, elevi proporcionalment el valor a la col·lectivitat.